# Ferdinand von Rohr
Wilhelm Eugen Ludwig Ferdinand von Rohr (Brandenburg an der Havel, 17 de Maio de 1783 — Głogów, 15 de Março de 1851) foi  general e ministro da guerra da Prússia.